# Indiana-Dunes-Nationalpark
Der Indiana-Dunes-Nationalpark (bis 2019 Indiana Dunes National Lakeshore) ist ein Nationalpark im Norden des Bundesstaats Indiana in den Vereinigten Staaten. Der am 15. Februar 2019 gegründete Park schützt eine Fläche von fast 61 km² an der Südküste des Lake Michigan.

## Geographie
Der Nationalpark befindet sich im Norden Indianas und liegt zum größten Teil im Porter County, zu kleineren Teilen im Lake und LaPorte County. Er befindet sich etwa 50 km südöstlich der Großstadt Chicago und erstreckt sich über 24 km entlang der Küste zwischen Gary und Michigan City, ist aber nur wenige Kilometer breit. Das Parkgebiet ist in zwei Abschnitte geteilt, die voneinander getrennt sind. Es umschließt mehrere Orte sowie den Indiana Dunes State Park, der nicht vom Bund, sondern vom Staat Indiana unterhalten wird. Außerdem gehören zwei kleine Flächen namens Heron Rookery und Pinhook Bog weiter im Inland zum Park.

## Klima
Das Klima im Indiana-Dunes-Nationalpark wird stark vom Lake Michigan beeinflusst. Die Sommer sind warm, sonnig und feucht mit Höchsttemperaturen um 30 °C und Tiefsttemperaturen um 18 °C. Im Winter ist es meist bewölkt und die Höchstwerte liegen knapp über dem Gefrierpunkt, während sich die Tiefsttemperaturen bei etwa −5 °C befinden. Es gibt etwa 15 Tage pro Jahr, an denen die Temperaturen unter −18 °C (0 °F) liegen.

## Natur
Obwohl der Nationalpark in einer recht dicht besiedelten Umgebung liegt, schützt er verschiedene Naturräume mit über 1100 Pflanzenarten. Sie reichen von Dünen über Eichensavannen, Sumpf- und Moorgebiete hin zu Gras-, Fluss- und Waldlandschaften. Hinter den Stränden erheben sich bis zu 60 Meter hohe Sanddünen, zwischen denen sich in den Tälern meist Feuchtgebiete erstrecken. Die Landschaft entstand durch den Rückzug des letzten kontinentalen Gletschers vor etwa 14.000 Jahren, an mindestens vier Dünenketten lassen sich verschiedene Stufen der historischen Uferlinie des Lake Michigan erkennen.

### Flora
Unter den etwa 1130 vorzufindenden Pflanzenarten befinden sich etwa 30 % der in Indiana als selten, bedroht oder gefährdet gelisteten Arten, wie die Pitcher’s thistle (Cirsium pitcheri). Die Dünenlandschaft stellt einen abgegrenzten Bereich verschiedener Pflanzen dar, die sonst in den Laubwäldern der östlichen Vereinigten Staaten, borealen Wäldern oder häufig an der Atlantikküste vorkommen. Das Gebiet gehört weiterhin zu den östlichsten Grenzen der Hochgrasprärie.

### Fauna
Aufgrund der Vielfalt an verschiedenen Lebensräumen auf relativ geringem Raum gibt es im Nationalpark eine reiche Tierwelt. Es sind 46 Säugetierarten, 18 verschiedene Amphibien, 23 Reptilienarten, 71 Fischspezies, 60 Schmetterlingsarten sowie 60 verschiedene Groß- und Kleinlibellen-Arten. Dazu kommen 352 Vogelarten. Größtes Raubtier ist der Kojote, während der größte Pflanzenfresser der Weißwedelhirsch ist. Wegen der Lage an der Südspitze des Lake Michigan sind die Indiana Dunes ein wichtiger Futter- und Rastplatz für Zugvögel.

## Tourismus
Im Jahr 2018 konnte der zu diesem Zeitpunkt noch als National Lakeshore ausgewiesene Park insgesamt 1.756.079 Besucher verzeichnen. Neben 24 Kilometern Küstenlinie werden über 80 Kilometer Wanderwege angeboten, die in 14 Routen verschiedener Länge und Schwierigkeitsgrad unterhalten werden. Neben Freizeitmöglichkeiten in der Natur beinhaltet das Gebiet etwa 60 historische Strukturen, darunter das zum National Historic Landmark erklärte Joseph Bailly Homestead.